# 次等枪骑兵

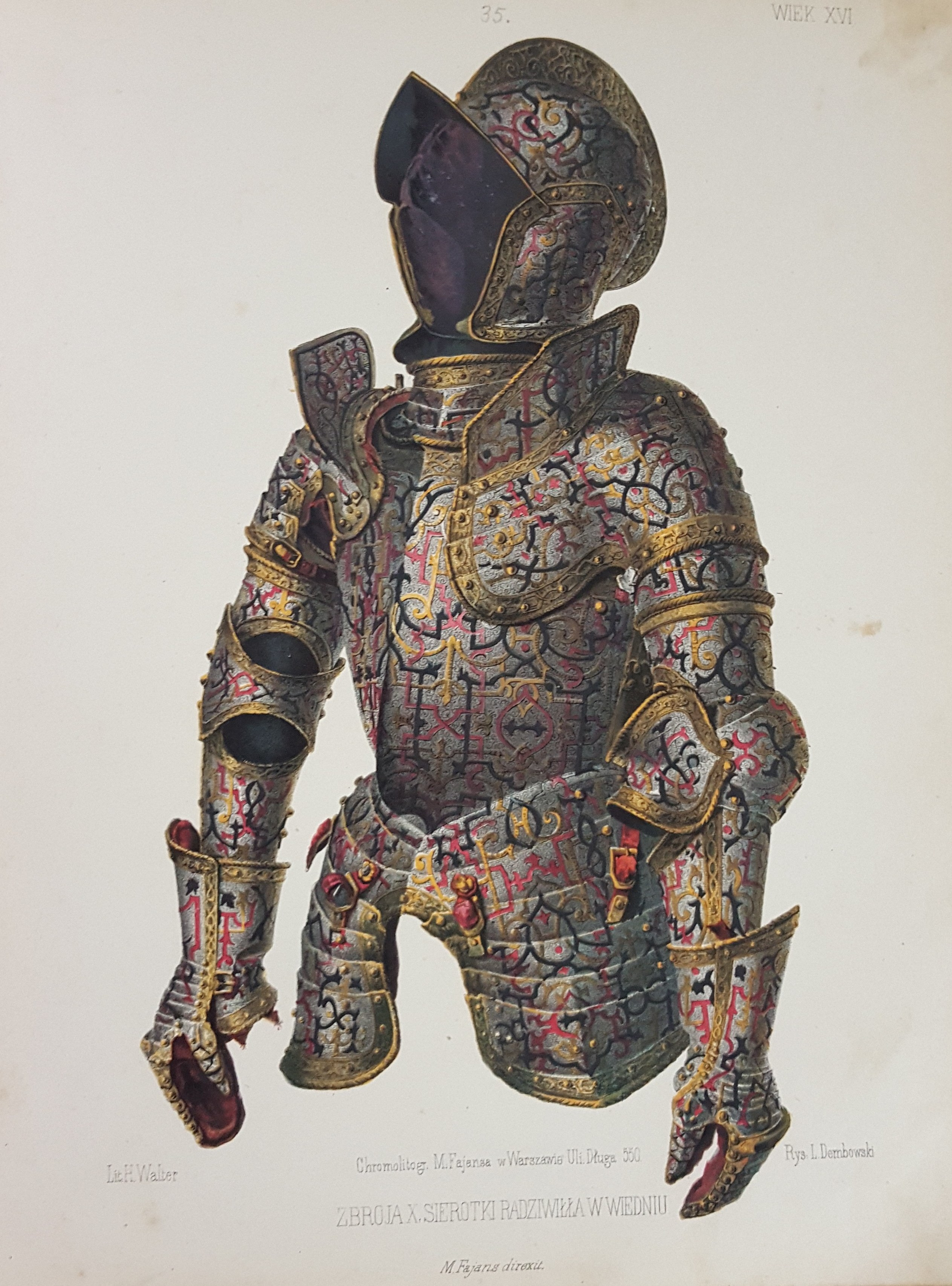
次等枪骑兵通常的装备：只有一半的装甲和一顶轻盔

次等枪骑兵(英语：demi-lancer)，又翻译成准枪骑兵，或者短矛骑兵，是出现在欧洲16世纪到17世纪早期的一种重骑兵。

## 特征
次等枪骑兵是16世纪的军事术语，特别在英格兰，用来描述一个坐骑没有装甲的骑兵，这种骑兵装备有一根重型骑枪(lance)，但是和骑士和法国贵族骑士(Gendarme)的全身板甲相比，他们的装甲只有四分之三甚至一半的规模。次等枪骑兵的胸甲和肩甲至少可以用来抵挡手枪。他们通常顶着露脸的头盔，比如轻盔(burgonet)，而不是全部罩住头部的头盔。腿部的装甲被一种特殊的长靴所取代。另外，他们还装备有一把剑和1到2支手枪，装在马鞍的手枪皮套中。
次等枪骑兵是早期军事现代化的代表，因为装甲的覆盖度降低而装甲的厚度增加了，用来保护致命部位免受火器的伤害，比如火绳枪和鸟铳。装甲的简化更意味着机动性的增强和战争成本的降低。和16世纪骑兵的战法相同，次等枪骑兵经常用来包抄敌人的两翼或者用来追赶溃退的部队。